# Näbbskinnbaggar
Näbbskinnbaggar (Anthocoridae), även kallade näbbstinkflyn, är en familj i insektsordningen halvvingar. Familjen innehåller runt 600 kända arter över hela världen, utom på Antarktis. I Sverige finns 32 arter.
Näbbskinnbaggar är små insekter med en kroppslängd på mellan 2 och 5 millimeter. De har stickande och sugande mundelar och det finns både arter som livnär sig på växtsaft och arter som är predatorer, främst på andra insekter och deras ägg, larver och puppor. Några näbbskinnbaggar är kända som skadedjur inom jordbruket då de angriper odlade växter, medan andra är ansedda som nyttodjur och kan användas inom biologisk bekämpning av till exempel bladlöss, sköldlöss och trips.
Detta gäller bland annat flera arter i släktet Orius. Det händer ibland att näbbskinnbaggar av misstag biter människor. Bettet är kännbart och kan efterlämna en rodnad på huden, men är annars ofarligt. 
Näbbskinnbaggar kan hittas i de flesta miljöer, i både lägre och högre vegetation. De arter som är specialiserade på någon särskild typ av föda förekommer där denna finns, till exempel hittas flera arter av släktet Lycocoris främst i fågelbon, då de livnär sig på fåglarnas parasiter, som fjäderätande fågellöss. I gångar efter granbarkborren lever näbbskinnbaggen Scoloposcelis pulchella, på att suga ut skalbaggens larver och puppor. 
Som andra halvvingar har näbbskinnbaggarna ofullständig förvandling och genomgår utvecklingsstadierna ägg, nymf och imago.